# École polytechnique
École polytechnique, također poznata i pod imenom l'X, je visokoškolska tehnička ustanova, a od 1976. smještena je u Palaiseau izvan Pariza (prije toga u Quartier Latin u Parizu). 

## Grand école
Školu su 1794. osnovali Lazare Carnot i Gaspard Monge. Smatra se jednim od najboljih francuskih fakulteta i pripada tzv. Grandes Écoles.

## Vojna akademija
Škola je prije bila vojnog karaktera za školovanje inženjera, i dobila je nadimak l'X po dva ukrštena topa u svom grbu. Američka vojna akademija West Point osnovana je po uzoru na École polytechnique. Škola je i dalje pod nadzorom francuske vojske i njom upravlja general, a studente stipendira vojska. 

## Uvjeti upisa
Na akademiju se primaju studenti koji su prošli opsežne pismene i usmene ispite. Prije upisa studenti se pripremaju za prijemni u tzv. classes préparatoires ili prépa tečajevima najmanje dvije godine poslije gimnazije, i tijekom ovog perioda oni se ne ubrajaju u pripadnike neke specifične grande école. Na kraju prépa-tečaja učenici polažu prijemni ispit koji određuje jesu li primljeni na jednu od grande école.

## Nobelovci
Na akademiji su studirali Henri Becquerel, dobitnik nobelove nagrade iz fizike 1903., kao i Maurice Allais, dobitnik nobelove nagrade iz ekonomije 1988.

## Vanjske poveznice
- École polytechnique